# Jawdat Said

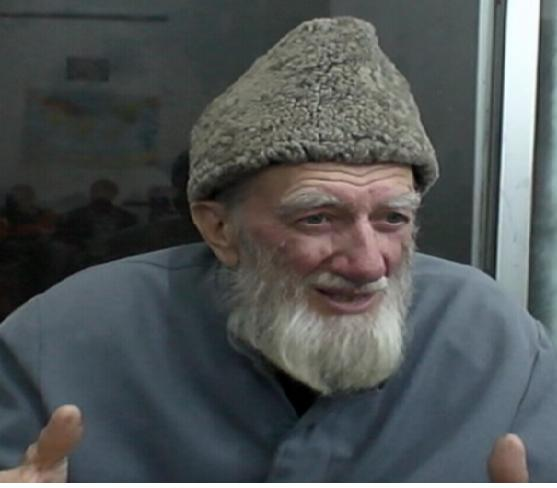
Jawdat Said (2006)

Jawdat Said (arabisch جودت سعيد, DMG Ǧawdat Saʿīd; geboren am 9. Februar 1931 in Bi’r Adscham; gestorben am 30. Januar 2022) war ein tscherkessischer syrisch-muslimischer Gelehrter und Denker. Er vertrat die These, dass Gewaltausübung nicht mit dem islamischen Glauben vereinbar sei, und hat mit seinen Werken einen Ansatz für einen gewaltlosen Islam geschaffen.

## Leben
Jawdat Said wurde in einem tscherkessischen Dorf der Provinz von Quneitra in Syrien geboren und besuchte dort die Grundschule. 1946 ging er auf Wunsch seines Vaters nach Ägypten und studierte an der al-Azhar-Universität arabische Sprache. Danach kehrte er nach Syrien zurück, um seinen Militärdienst zu leisten; hierbei fiel er auf, da er sich wiederholt weigerte, sich an kriegerischen Auseinandersetzungen zu beteiligen. Aus diesem Grund wurde er für einige Zeit in einem Militärgefängnis inhaftiert.
Später war er Lehrer für Arabische Sprache an einem Gymnasium in Damaskus und setzte sich für Gewaltlosigkeit ein. Dies führte erneut zu seiner Inhaftierung und zu seiner Entlassung aus dem Staatsdienst. 1973 kehrte Said zurück nach Bi’r Adscham und lebte seitdem dort.

## Werke
Jawdat Said wurde durch seine Bücher, in denen er sein Konzept für einen gewaltlosen Islam vertritt, bekannt. Seine Werke sind in Arabisch oder Englisch erhältlich.

### Englischsprachige Werke
- The Doctrine of the First Son of Adam. 1964
- Until they change what is in themselves. 1972
- Read! and your Lord is Most generous. 1987
- Be as Adams son. 1996
- Religion and Law. 2001
- Work is Ability and Will.

### Arabische Werke
- al-Islam wa-al-Gharb wa-al-dimuqratiyah: Qiraat wa-taliqat ala maqalatayi, Sidam al-hadarat li-Samuil Hantinghtun. Dar al-Fikr al-Muasir al-Tabah, 1996, ISBN 1-575-47273-2.
- Kun ka-ibn Adam. Dar al-Fikr al-Muasir al-Tabah, 1997, ISBN 1-575-47376-3.
- al-Din wa-al-qanun: Ruyah Quraniyah. Dar al-Fikr al-Muasir al-Tabah, 1998, ISBN 1-575-47550-2.

## Auswirkungen
Seine Werke verbreiteten sich in den muslimischen Ländern und er wurde dort bekannt. Er beeinflusste die neue Generation der syrischen Gewaltlosigkeitsaktivisten.